# Investidura presidencial de Woodrow Wilson en 1917

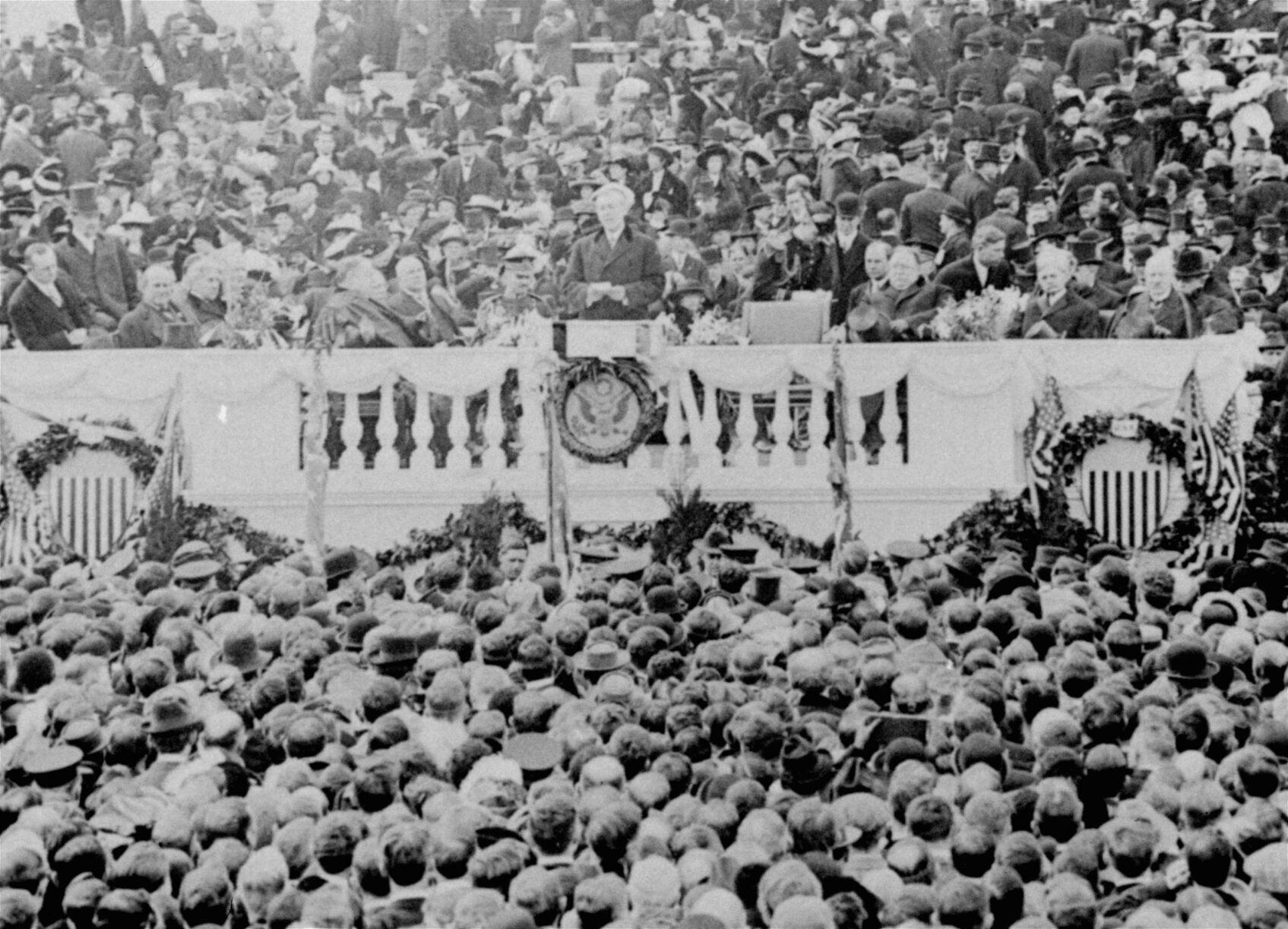
La investidura presidencial.

La investidura presidencial de Woodrow Wilson en 1917 se llevó a cabo en privado el 4 de marzo de 1917 y en público el 5 de marzo, marcó el inicio del segundo mandato del vigésimo octavo presidente de los Estados Unidos, Woodrow Wilson. El Juez presidente, Edward D. White, administró el juramento del cargo.